# The Last Live Session
The Last Live Session – album na żywo Elvisa Presleya, składający się z ostatniego koncertu z 26 czerwca 1977 w Indianapolis, stan Indiana w nieistniejącym już audytorium) jaki Elvis dał niecałe dwa miesiące przed swoją śmiercią 16 sierpnia 1977.

## Lista utworów
1. „Also sprach Zarathustra”
2. „See See Rider”
3. „I Got a Woman – Amen”
4. „Love Me”
5. „Fairytale”
6. „You Gave Me a Mountain”
7. „Jailhouse Rock”
8. „’O sole mio – It’s Now or Never”
9. „Little Sister”
10. „Teddy Bear – Don’t Be Cruel”
11. „Please Release Me”
12. „I Can’t Stop Loving You”
13. „Bridge over Troubled Water”
14. „ELVIS introducing the Band”
15. „Early Morning Rain
16. „What’d I Say”
17. „Johnny B. Goode
18. „I Really Don’t Want to Know”
19. „2 x Instrumental Songs by Joe Guercio Orchestra
20. „Hurt”
21. „ELVIS talk”
22. „Hound Dog”
23. „Can’t Help Falling in Love”
24. „Closing Vamp”